# Prismojeni profesorji bluesa
Prismojeni Profesorji Bluesa so slovenska blues rock glasbena skupina. Sestavljajo jo kitarist in vokalist Julijan Erič, Miha Erič na ustni harmoniki, vokalu in lap steel kitari, basist Miha Ribarič in bobnar ter vokalist Zlatko Djogić. Njihova glasba temelji na energičnem blues rock slogu, ki ga mešajo s prvinami funka, countryja, jazza in psihedeličnega rocka 60-ih in 70-ih let.

## Zgodovina
V letih 2014–2015 je bila skupina zelo aktivna. Imela je namreč številne koncerte po celi Sloveniji. Material za svoj prvenec so posneli že dolgo časa pred izidom, a je studio vmes poplavilo in je reševanje posnetega materiala trajalo nekaj časa. Marca 2016 so tako izdali debitantski studijski album v samozaložbi Zavod Orbita Arhivirano 2017-04-26 na Wayback Machine. z naslovom Family. Kot producent je pri albumu sodeloval tudi Borut Činč (nekoč klaviaturist skupine Buldožer), ki je na albumu tudi igral zanj značilne Hammond orgle. Skupina je 16. marca album na štiriurnem koncertu predstavila v Kinu Šiška.
16.9.2016 so Prismojeni Profesorji Bluesa pripravili izjemen koncert pred odhodom na večmesečno turnejo v ZDA. Ta večer je bil vsekakor zapisan v zgodovino, saj so s svojim pogumom podrli rekorde vseh slovenskih glasbenikov. Napolnili so ambient Ljubljanskih Križank v deževnem večerru do zadnjega kotička. Skupaj z RTVjem so posneli material, katerga so po prihodu iz ZDA  19.4.2017 izdali na novi dvojni plošči Prismojeni Profesorji Bluesa
Skupina se je maja 2016 na dijaškem glasbenem festivalu Vičstock v Ljubljani predstavila mlajši javnosti. Nastopili so kot ena od dveh glavnih skupin, poleg Happy Ol' McWeasel.

## Člani
- Julijan Erič — kitara, bas kitara, vokal
- Miha Erič — ustna harmonika, lap steel kitara, vokal
- Miha Ribarič — bas kitara, vokal
- Zlatko Đogić — bobni, vokal

## Diskografija
- Family (2016)
- Prismojeni Profesorji Bluesa Live Križanke (2017) dvojni album